# Clyde N. Wilson
Clyde N. Wilson (* 11. června 1941) je americký historik a pedagog, profesor historie vyučující na University of South Carolina, publicista a konzervativní politický komentátor.
Kvůli svým názorům bývá považován za příznivce paleokonzervatismu. Patří mezi přispěvatele časopisů Chronicles: A Magazine of American Culture, Southern Partisan a příležitostně píše i do National Review.
Je členem jižanské organizace League of the South.